# Lucien Bianchi

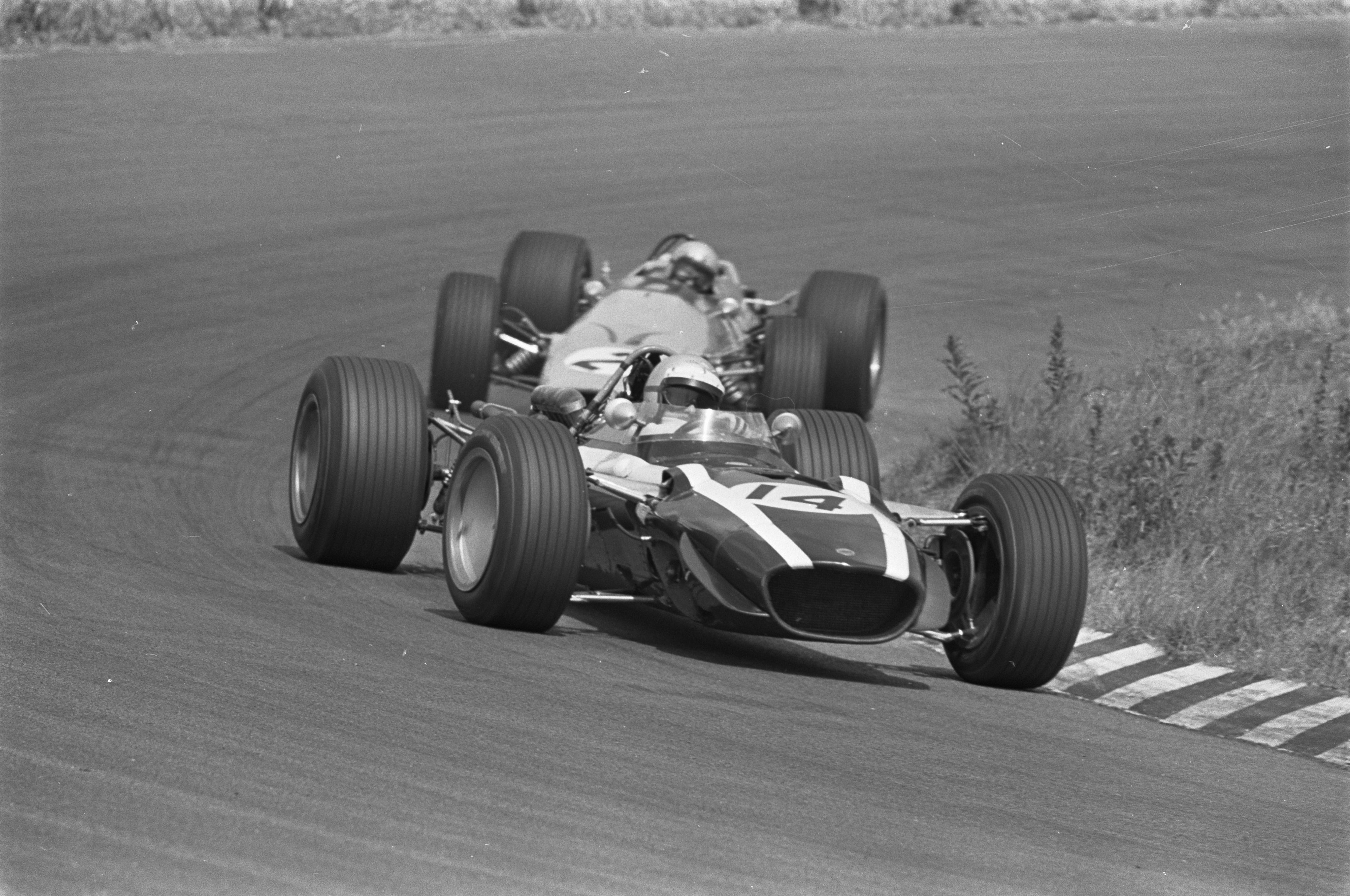
Lucien Bianchi en el Gran Premio de los Países Bajos de 1968, delante de Bruce McLaren.

Lucien Bianchi (Milán, 10 de noviembre de 1934-Circuito de la Sarthe, Le Mans, 30 de marzo de 1969), nacido como Luciano Bianchi, fue un piloto de automovilismo ítalo-belga, que compitió en la Fórmula 1 y en las 24 Horas de Le Mans, entre otras.
Disputó un total de 19 carreras del Campeonato Mundial de Fórmula 1, obteniendo seis puntos y un podio (tercero en el Gran Premio de Mónaco de 1968). Falleció en pruebas para las 24 Horas de Le Mans de 1969.

## Carrera
Inició su carrera automovilística a los 17 años en la Coupe des Alpes de 1952, como copiloto de Jacques Herzat, terminando 3° en su clase. Al año siguiente la dupla terminó 3° en la general y 1° en la clase en dicha competencia. Además ese año obtuvieron el subcampeonato en el Rally Europeo.
En su trayectoria triunfó en la clase 2.0 de las 24 Horas de Le Mans de 1957 (junto a George Harris), en 1958 y 1968 en la Coupe du Salon, en las ediciones 1957, 1958 y 1959 del Tour de Francia Automovilístico (junto a Olivier Gendebien), en 1960 en los 1000 kilomètres de Paris y en 1961 en la Marathon de la Route (junto a Harris), en las 12 Horas de Sebring de 1962, en las 24 Horas de Spa de 1964 y 1968, las 24 Horas de Le Mans de 1968 (junto a Pedro Rodríguez de la Vega), entre otras.

### Fórmula 1

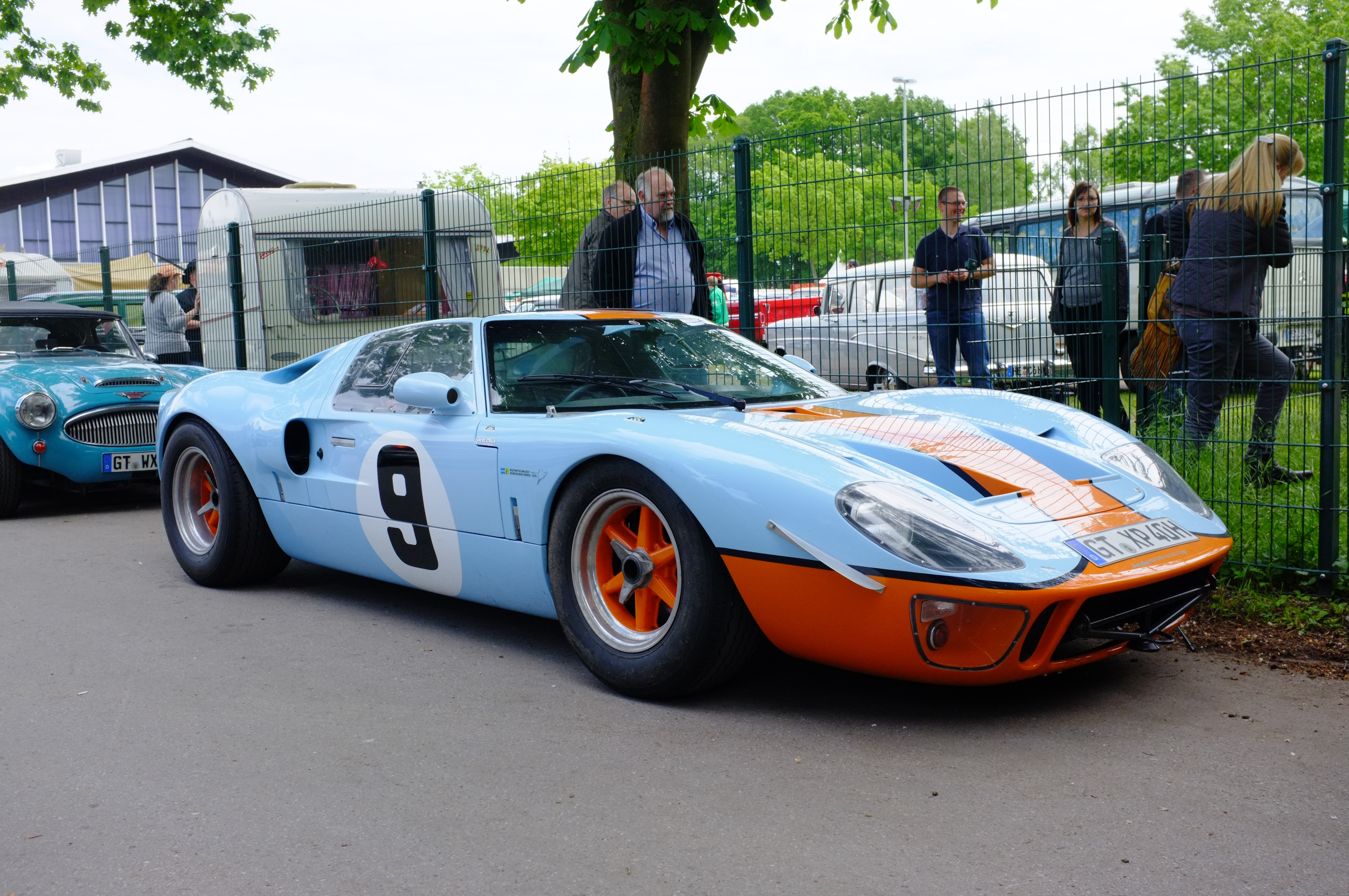
Réplica de un Ford GT40 con el #9 de Rodríguez y Bianchi ganadores de las 24 Horas de Le Mans de 1968.

Bianchi debutó en F1 en un Cooper del Ecurie Nationale Belge, en el Gran Premio de Mónaco de 1959, pero en el cual ni siquiera logró clasificar a la carrera. Su primera carrera dentro de la máxima categoría fue el GP de Bélgica de 1960, acabando 6°, obteniendo su primer punto. En esa misma temporada también disputó los dos siguientes Grandes Premios, en Reims-Gueux y Silverstone, abandonando en ambos.
En la temporada 1961 Lucien disputó cuatro carreras del Mundial de Fórmula 1, clasificando a tres y abandonando en todos ellos. Al año siguiente disputó las carreras de Bélgica y Alemania, terminando 9° y 16° respectivamente.
En los campeonatos 1963 y 1965 solo disputó el GP de su país de residencia, pero sin puntuar en ninguno.
En la temporada 1968, la última para Bianchi, debutó en la tercera carrera del campeonato, el Gran Premio de Mónaco, acabando en la 3ª posición y obteniendo su único podio en la categoría. En la siguiente carrera volvió a puntuar, terminando 6°, pero en los otros cinco Grandes Premios que disputó en la temporada, no logró completar ninguno.

### Muerte
Falleció en el Circuito de la Sarthe el 30 de marzo de 1969, mientras realizaba pruebas para las 24 Horas de Le Mans que se disputarían en junio, debido a que el Alfa Romeo 33/3 que conducía perdió el control y se estrelló contra un poste de telégrafo en la curva Mulsanne.

## Resultados

### Fórmula 1
(Clave) (negrita indica pole position) (cursiva indica vuelta rápida)

| Año         | Escudería                | 1       | 2       | 3       | 4       | 5       | 6       | 7       | 8       | 9       | 10     | 11     | 12      | Pos. | Puntos |
| ----------- | ------------------------ | ------- | ------- | ------- | ------- | ------- | ------- | ------- | ------- | ------- | ------ | ------ | ------- | ---- | ------ |
| 1959        | Ecurie Nationale Belge   | MON DNQ | 500     | NED     | FRA     | GBR     | GER     | POR     | ITA     | USA     |        |        |         | NC   | 0      |
| 1960        | Ecurie Nationale Belge   | ARG     | MON     | 500     | NED     | BEL 6   |         |         |         |         |        |        |         | 24.º | 1      |
| 1960        | Fred Tuck Cars           |         |         |         |         |         | FRA Ret | GBR Ret | POR     | ITA     | USA    |        |         | 24.º | 1      |
| 1961        | Ecurie Nationale Belge   | MON DNQ | NED     | BEL Ret |         |         |         |         |         |         |        |        |         | NC   | 0      |
| 1961        | UDT Laystall Racing Team |         |         |         | FRA Ret | GBR Ret | GER     | ITA     | USA     |         |        |        |         | NC   | 0      |
| 1962        | Equipe National Belge    | NED     | MON     | BEL 9   | FRA     | GBR     | GER 16  | ITA     | USA     | RSA     |        |        |         | NC   | 0      |
| 1963        | Reg Parnell Racing       | MON     | BEL Ret | NED     | FRA     | GBR     | GER     | ITA     | USA     | MEX     | RSA    |        |         | NC   | 0      |
| 1965        | Scuderia Centro Sud      | RSA     | MON     | BEL 12  | FRA     | GBR     | NED     | GER     | ITA     | USA     | MEX    |        |         | NC   | 0      |
| 1968        | Cooper Car Company       | RSA     | ESP     | MON 3   | BEL 6   | NED Ret | FRA     | GBR DNP | GER Ret | ITA DNP | CAN NC | USA NC | MEX Ret | 17.º | 5      |
| Referencia: |                          |         |         |         |         |         |         |         |         |         |        |        |         |      |        |

## Vida personal
Bianchi nació en Milán, Italia, pero se trasladó a Bélgica en 1946 cuando todavía era un niño, con su padre que era un mecánico que trabajaba, antes de la Segunda Guerra Mundial, en el departamento de competición de Alfa Romeo.
Lucien era además tío abuelo de Jules Bianchi, quien debutó en Fórmula 1 con el equipo de Marussia para la temporada 2013. También murió como resultado de las lesiones sufridas en un accidente de carreras.